# Bygdepartiet
Bygdepartiet (ByP) är ett lokalt politiskt parti i Leksands kommun som bildades inför valet till kommunfullmäktige 2010.

## Historik
Bygdepartiet bildades i mars 2010 inför kommunalvalet samma år. Partiet fick i valet 462 röster (4,58 %) och två mandat i kommunfullmäktige.
I valet 2014 ökade partiet något och behöll sina två mandat i kommunfullmäktige. I valet 2018 minskade partiet något och fick 6,52 % och tappade därmed ett mandat.
I valet 2022 ökade partiet kraftigt och blev största partiet med 2 074 röster (18,84 %) och fick därmed 8 mandat i kommunfullmäktige. Partiet blev det största partiet i kommunfullmäktige, men fick lika många mandat som det näststörsta partiet Socialdemokraterna (18,70 %).

## Valresultat
| År   | Röster | %     | Mandat  |
| ---- | ------ | ----- | ------- |
| 2010 | 462    | 4,58  | 2 av 41 |
| 2014 | 780    | 7,43  | 4 av 41 |
| 2018 | 712    | 6,52  | 3 av 41 |
| 2022 | 2 074  | 18,84 | 8 av 49 |